# Ocho
Ocho, eller åtta, är ett för den argentinska tangon mycket karaktäristiskt steg, där följarens fötter beskriver en rörelse över golvet i form av en åtta. Det finns både framåtocho och bakåtocho, där följaren alltså tar framåt- respektive bakåtsteg.
För att kontakten inom paret ska behållas kräver en ocho att följaren dissocierar  (särskiljer/separerar) sin övre kroppshalva från sin undre, så att bröstkorgen kan möta förarens bröstkorg samtidigt som höfterna är vridna åt det håll som steget ska tas.
Ochon är en del av det korsade systemet inom argentinsk tango, där förare och följare bägge antingen har vikten på högerbenet eller bägge på vänsterbenet. Ochon kan utföras på plats, så att föraren tar sidosteg, eller i rörelse, så att föraren i stället tar steg snett framåt eller snett bakåt.

## Användning
Steget används även inom Modern Fox och Kizomba (även kallad ”afrikansk tango”)